# SummerSlam (1989)
SummerSlam (1989) — второе в истории шоу SummerSlam, PPV-шоу производства World Wrestling Federation (WWF, ныне WWE). Шоу прошло 28 августа 1989 года в «Мидоулендс-арена» в Ист-Ратерфорде, Нью-Джерси, США.
На шоу было проведено десять матчей, включая один тёмный матч, который состоялся перед прямой трансляцией. В главном событии состоялся матч между командой чемпиона мира WWF в тяжелом весе Халка Хогана и Брутуса Бифкейка (которые в 1990-х годах стали известны как «Мегаманьяки») и командой Рэнди Сэвиджа и Зевса.

## Результаты
| №                                                          | Результаты | Условия                                                    | Время |
| ---------------------------------------------------------- | --- | ---------------------------------------------------------- | ----- |
| 1D                                                         | Дино Браво победил Коко Б. Уэйра | Одиночный матч                                             | 8:52  |
| 2                                                          | «Мозгобойня» (Арн Андерсон и Талли Бланшар) (с Бобби Хинаном) победили «Основание Хартов» (Брет Харт и Джим Нейдхарт)                      | Командный матч                                             | 16:23 |
| 3                                                          | Дасти Роудс победил Хонки Тонк Мэна (с Джимми Хартом)                                                                                      | Одиночный матч                                             | 9:36  |
| 4                                                          | Мистер Совершенство победил Красного Петуха                                                                                                | Одиночный матч                                             | 3:21  |
| 5                                                          | Рик Мартел и «Сказочные Ружо» (Жак и Рэймонд) (со Сликом и Джимми Хартом) победили Тито Сантану и «Рокеров» (Шон Майклз и Марти Джаннетти) | Командный матч шести человек                               | 14:58 |
| 6                                                          | Последний воин победил Рика Руда (c) (с Бобби Хинаном)                                                                                     | Одиночный матч за титул интерконтинентального чемпиона WWF | 16:02 |
| 7                                                          | Джим Дагган и «Разрушение» (Экс и Смэш) победили Андре Гиганта и «Башни-близнецы» (Аким и Биг Босс Мен) (с Бобби Хинаном и Сликом)         | Командный матч шести человек                               | 7:23  |
| 8                                                          | Грег Валентайн (с Джимми Хартом) победил Геркулеса                                                                                         | Одиночный матч                                             | 3:08  |
| 9                                                          | Тед Дибиаси (с Вирджилом) победил Джимми Снуку                                                                                             | Одиночный матч                                             | 6:27  |
| 10                                                         | Халк Хоган и Брутус Бифкейк (с Мисс Элизабет) победили Рэнди Сэвиджа и Зевса (с Сенсационной Шерри)                                        | Командный матч                                             | 15:04 |
| - (ч) – чемпион на начало матча - D – означает тёмный матч | |                                                            |       |